# سروانت ایر
سروانت ایر (به انگلیسی: Servant Air) یک شرکت هواپیمایی با کد یاتا 8D است که در ۲۰۰۳ میلادی تأسیس شده‌است. دفتر مرکزی سروانت ایر در کودیاک، آلاسکا، ایالات متحده آمریکا واقع شده‌است و قطب این شرکت هواپیمایی در فرودگاه کودیاک قرار دارد و به ۷ مقصد، پرواز انجام می‌دهد.